# Bluestreakita
La bluestreakita és un mineral de la classe dels òxids. Rep el nom de la mina Blue Streak, a Colorado (Estats Units), la seva localitat tipus.

## Característiques
La bluestreakita és un òxid de fórmula química K₄Mg₂(V⁴⁺₂V⁵⁺₈O₂₈)(H₂O)₁₄. Va ser aprovada com a espècie vàlida per l'Associació Mineralògica Internacional l'any 2014. Cristal·litza en el sistema monoclínic. La seva duresa a l'escala de Mohs és 2.

## Formació i jaciments
Es forma a partir de l'oxidació d'assemblatges de montroseïta i corvusita, en un entorn humit. Va ser descoberta a la mina Blue Streak, situada al districte de Bull Canyon, al comtat de Montrose (Colorado, Estats Units). Es tracta de l'únic indret de tot el planeta on ha estat descrita aquesta espècie mineral.